# Samodzielny rektorat Bożego Miłosierdzia w Krakowie (Łagiewniki)

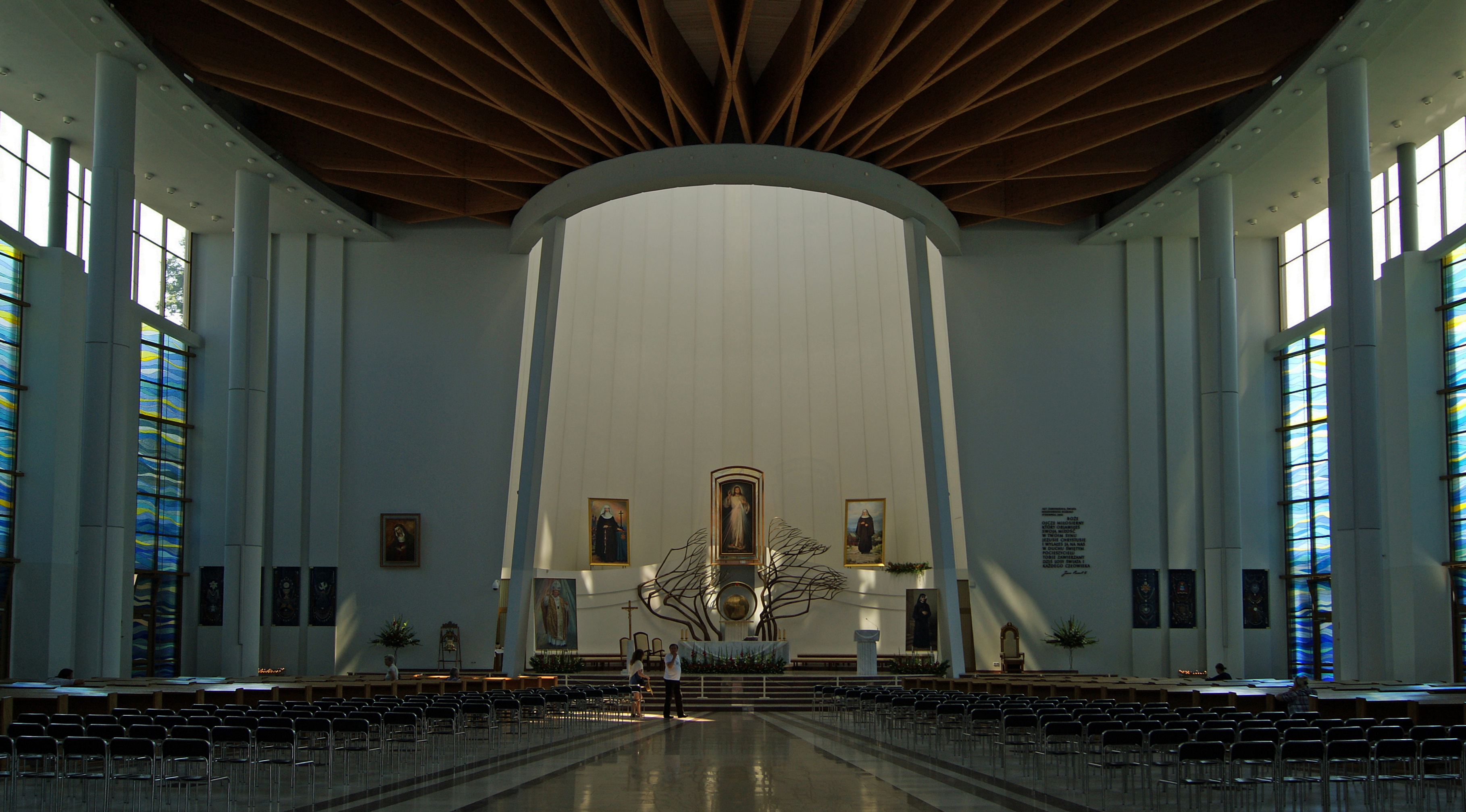
Wnętrze bazyliki

Samodzielny rektorat Bożego Miłosierdzia (Sanktuarium Bożego Miłosierdzia) – kompleks sakralny, sanktuarium, położone w Krakowie–Łagiewnikach przy ul. Siostry Faustyny. Związane jest z życiem i działalnością Faustyny Kowalskiej. Od lat 40. XX wieku miejsce pielgrzymek związanych z obecnością obrazu Jezusa Miłosiernego oraz grobu Faustyny. 
Dekretem Metropolity Krakowskiego ks. kard. Franciszka Macharskiego w dniu 28 września 2002 roku zostało ustanowione Rektoratem. Rektorem (kustoszem) Rektoratu Sanktuarium Bożego Miłosierdzia został mianowany ks. Infułat Jan Zając (obecnie biskup). Zastępcami rektora Sanktuarium zostali mianowani z dniem 25 marca 2003 roku ks. prałat Marian Rapacz – prezes Fundacji Sanktuarium Miłosierdzia Bożego oraz ks. dr Franciszek Ślusarczyk, dotychczasowy wicerektor Wyższego Seminarium Duchownego Archidiecezji Krakowskiej. Rektorat działa na podstawie osobnego statutu Kościoła Rektoralnego, zatwierdzonego przez Metropolitę Krakowskiego.

## Sanktuarium
W 1992 roku kaplicę św. Józefa przy klasztorze Sióstr Matki Bożej Miłosierdzia podniesiono do rangi Sanktuarium Bożego Miłosierdzia.
Dynamiczny rozwój Sanktuarium nastąpił po beatyfikacji siostry Faustyny 18 kwietnia 1993 roku, i jej kanonizacji 30 kwietnia 2000 roku, a także dzięki pielgrzymkom papieża Jana Pawła II (1997 i 2002), papieża Benedykta XVI (2006) i papieża Franciszka (2016).
Główny projekt nowej części sanktuarium wykonał w latach 1997–1999 krakowski architekt Witold Cęckiewicz. W skład Sanktuarium wchodzą:
- zabytkowy zespół klasztorny Sióstr Matki Bożej Miłosierdzia,
- nowoczesna bazylika Bożego Miłosierdzia,
- kaplica Wieczystej Adoracji Najświętszego Sakramentu,
- Dom Duszpasterski,
- Aula Jana Pawła II,
- pasaże handlowe,
- zaplecze duszpastersko-socjalne.

Funkcjonalnie powiązany z sanktuarium – po zakończeniu budowy w 2016 roku – jest przystanek kolejowy Kraków Sanktuarium.

## Galeria

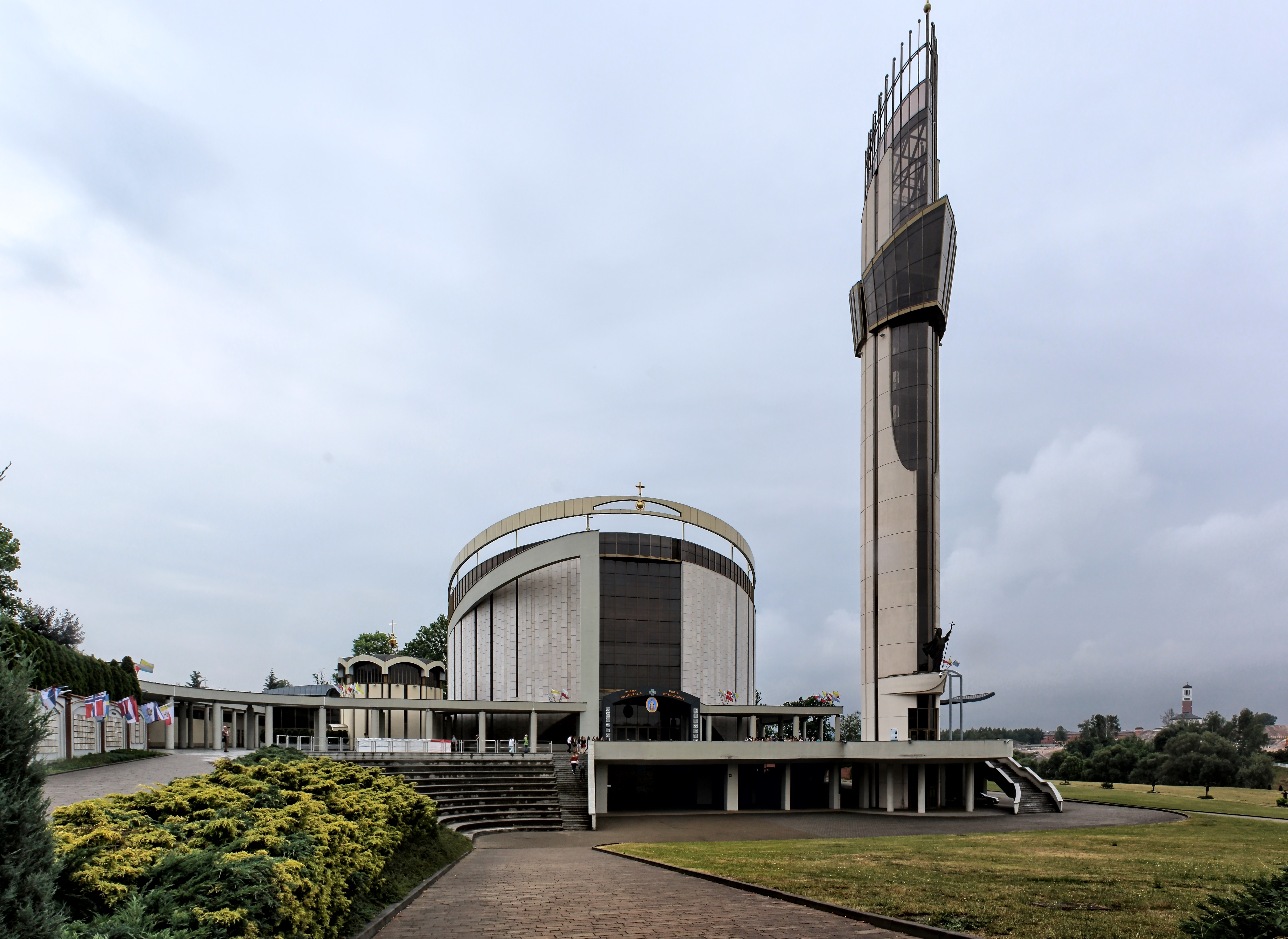
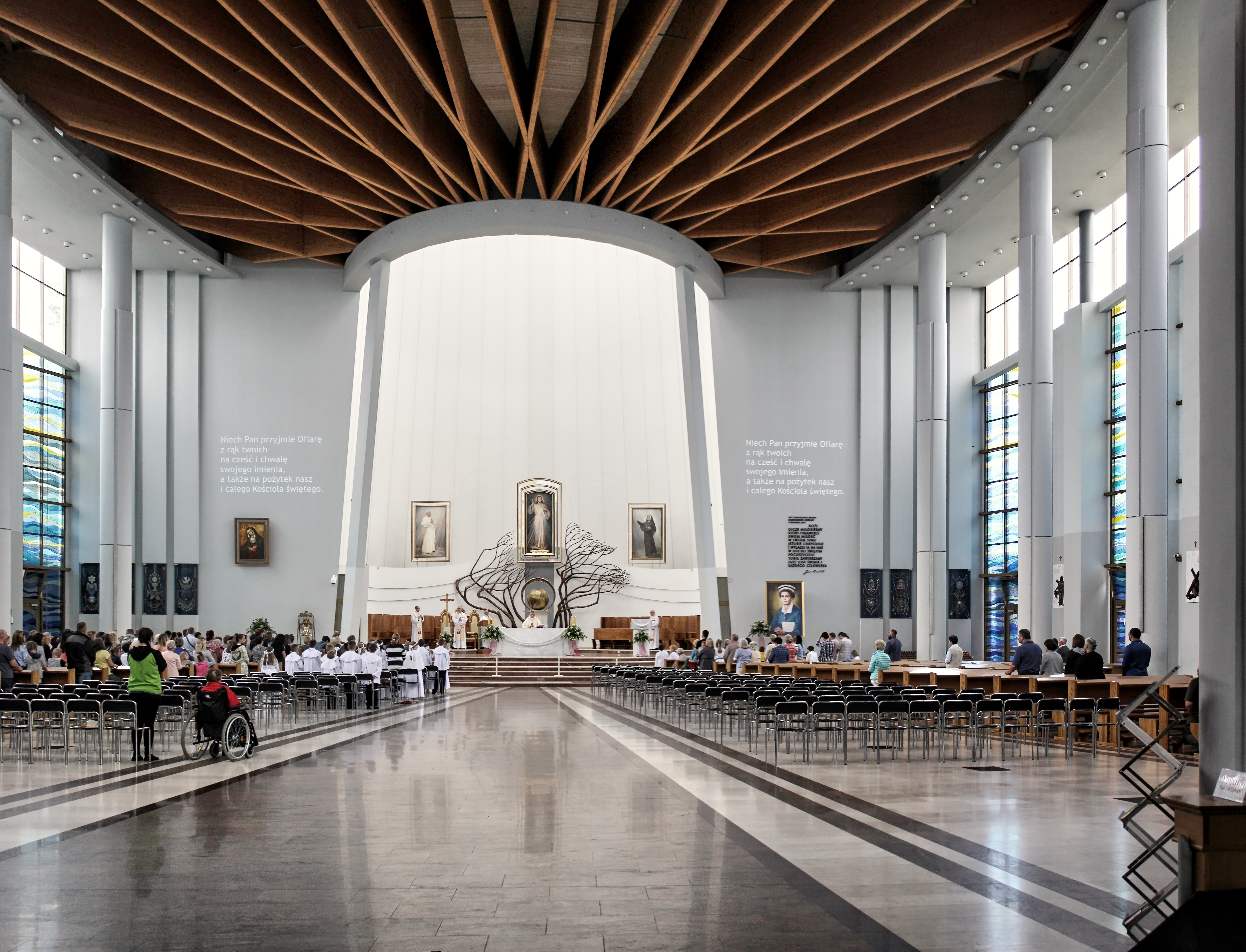
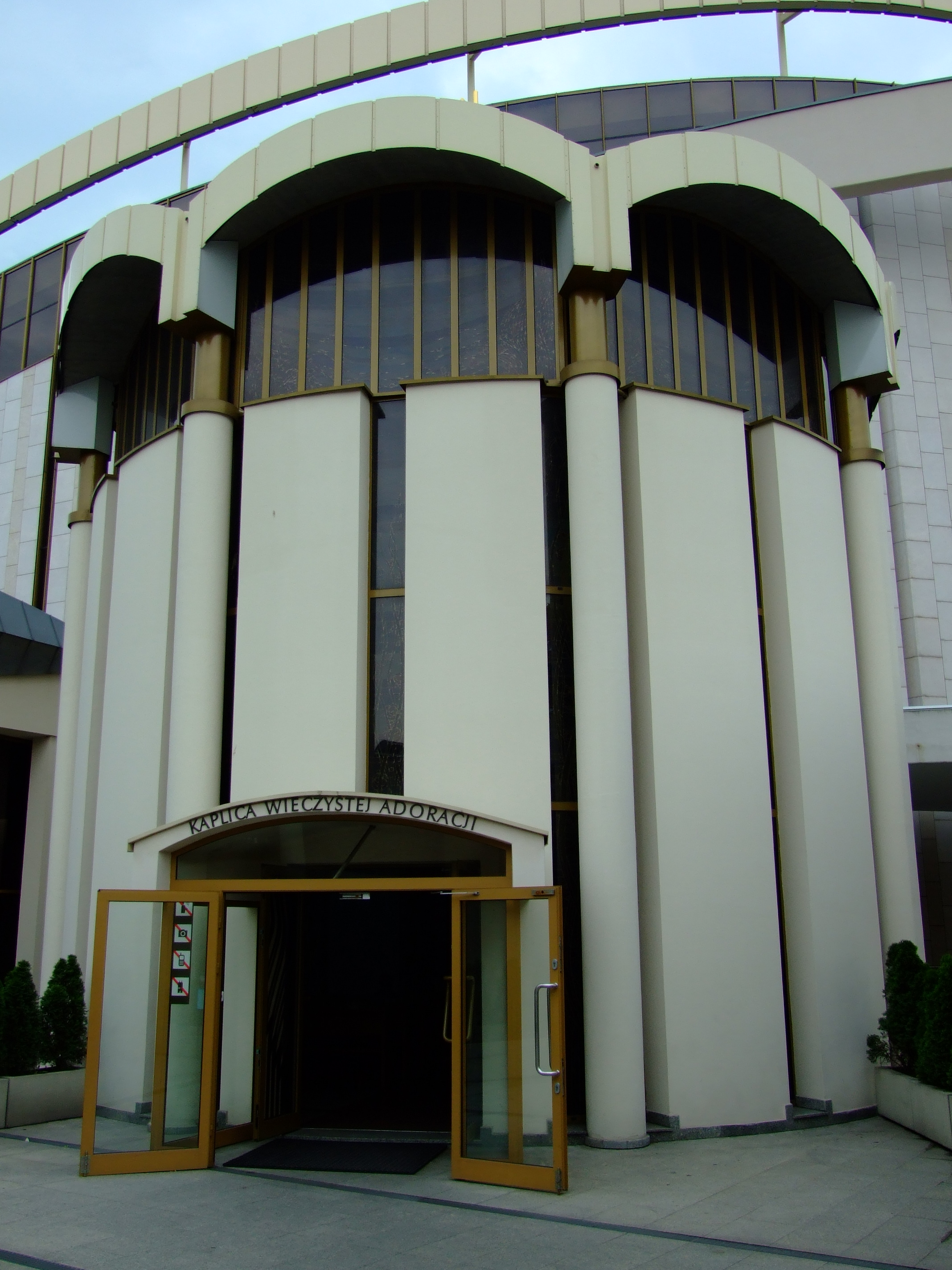
Kaplica Wieczystej Adoracji
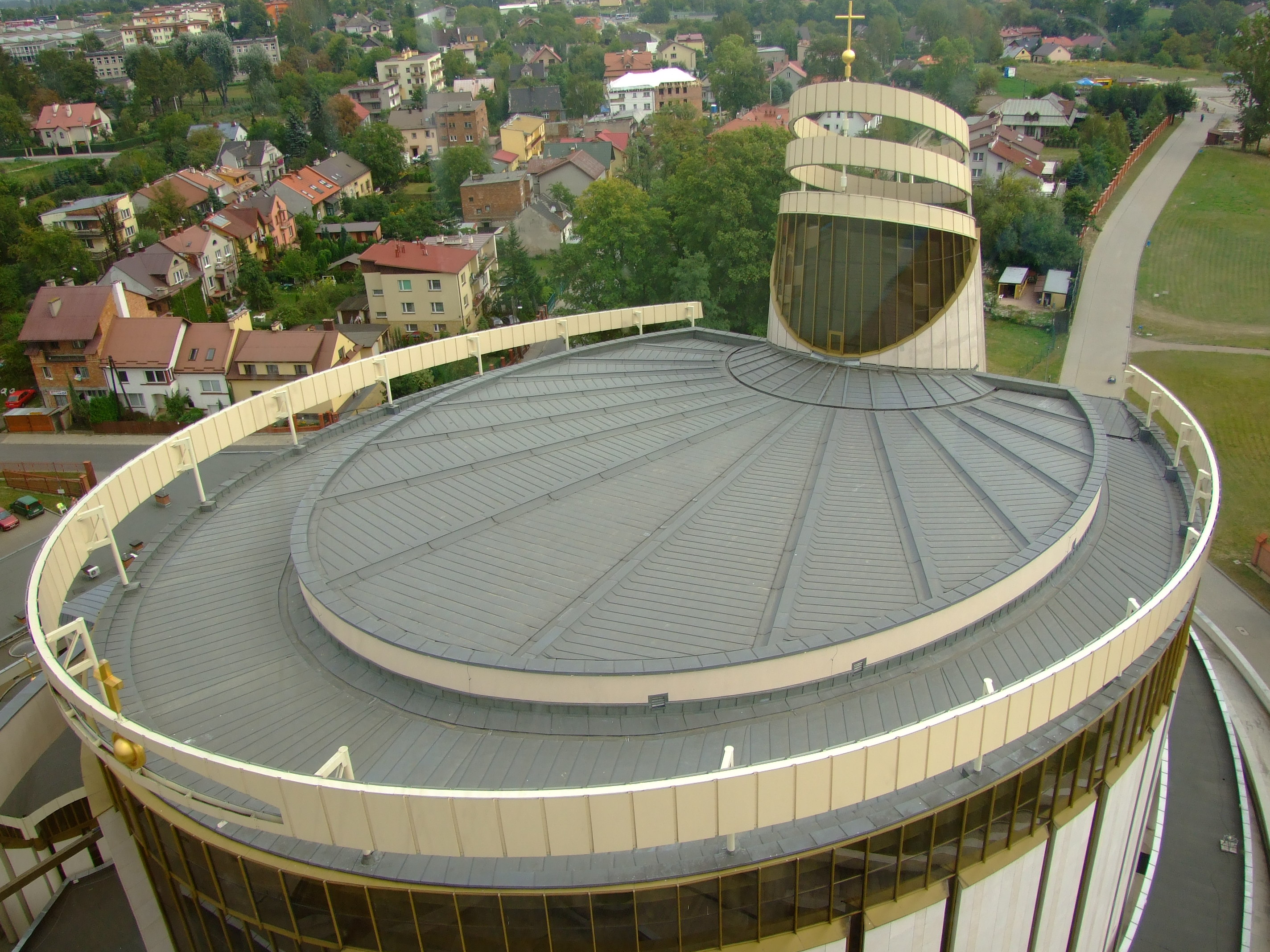
Widok bazyliki z wieży widokowej
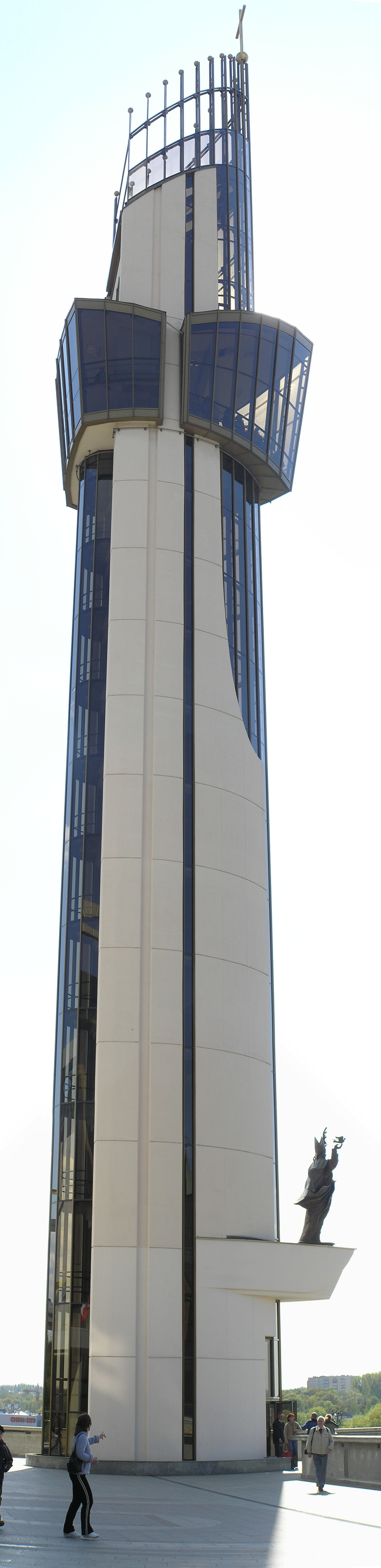
Wieża z tarasem widokowym
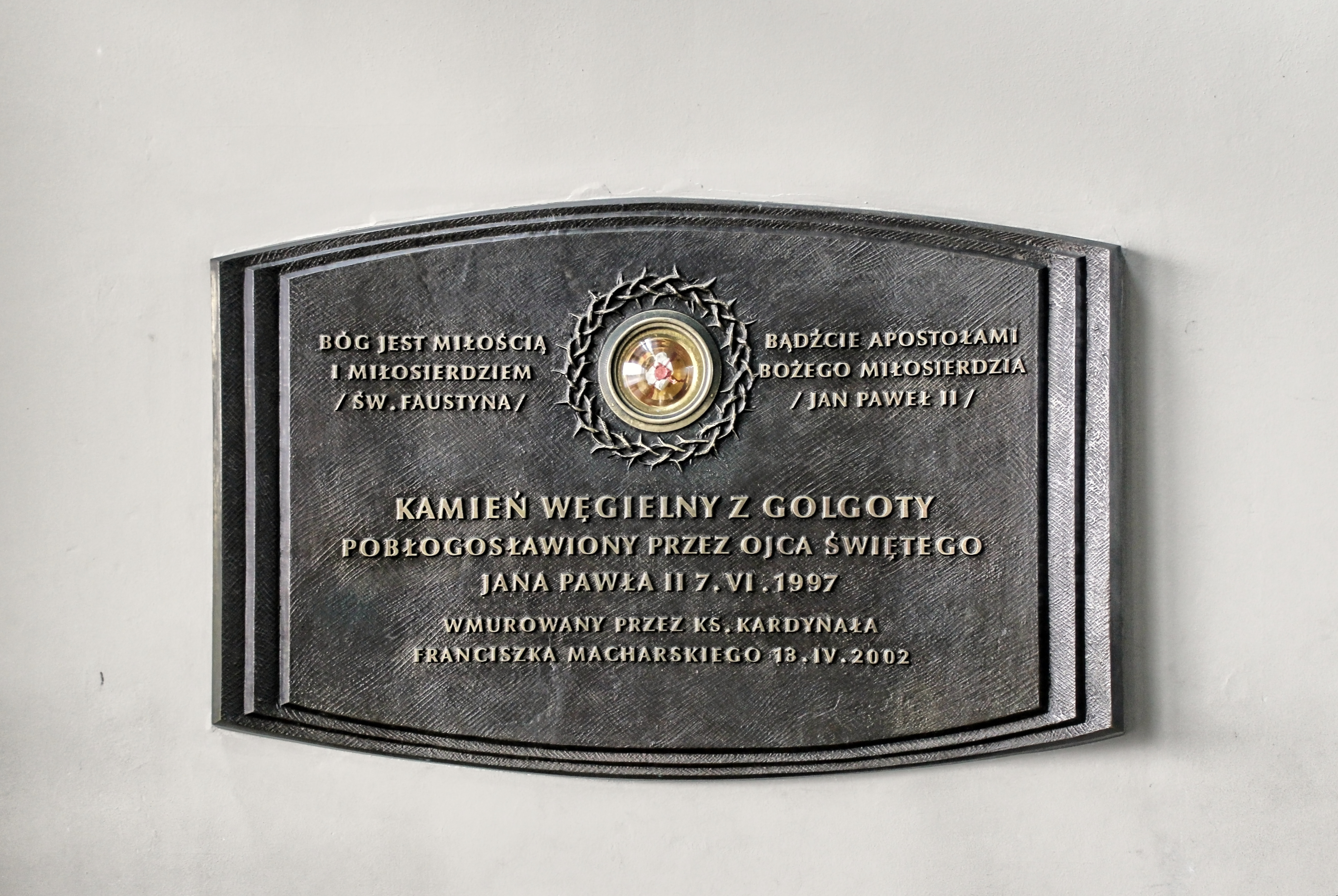
Tablica z wbudowanym kamieniem węgielnym z Golgoty
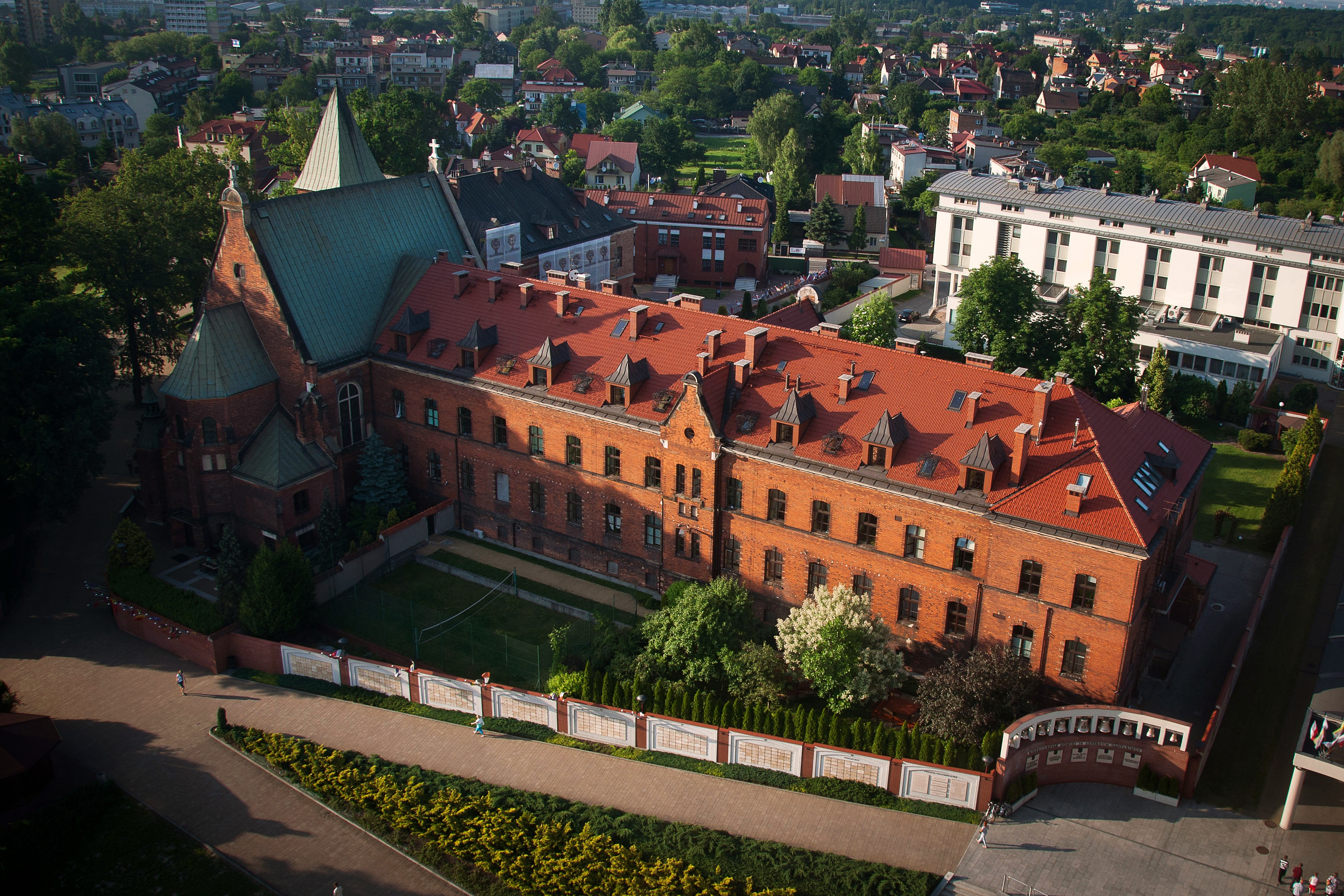
Klasztor Sióstr Matki Bożej Miłosierdzia
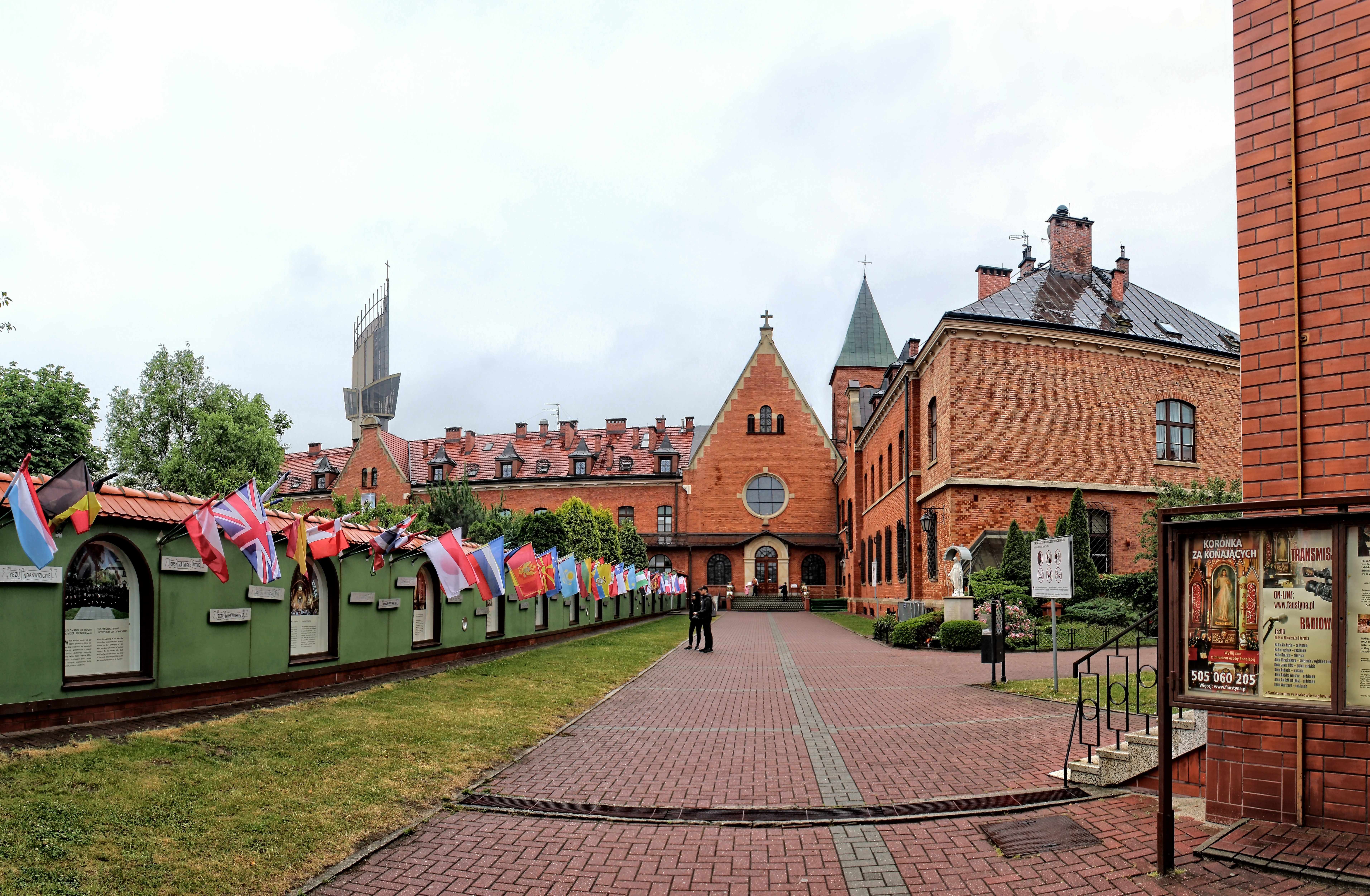
Klasztor
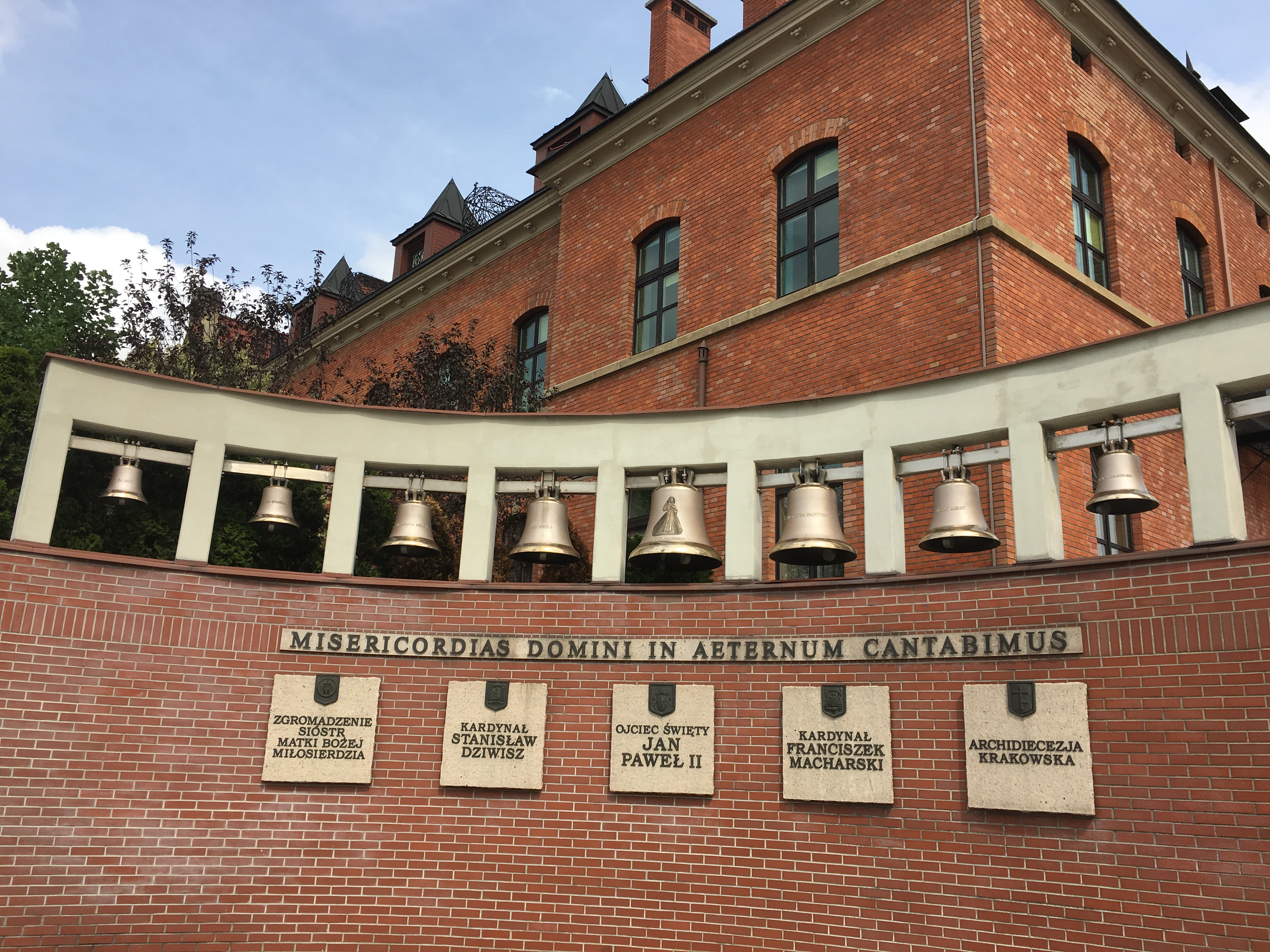
Kurant i patroni sanktuarium
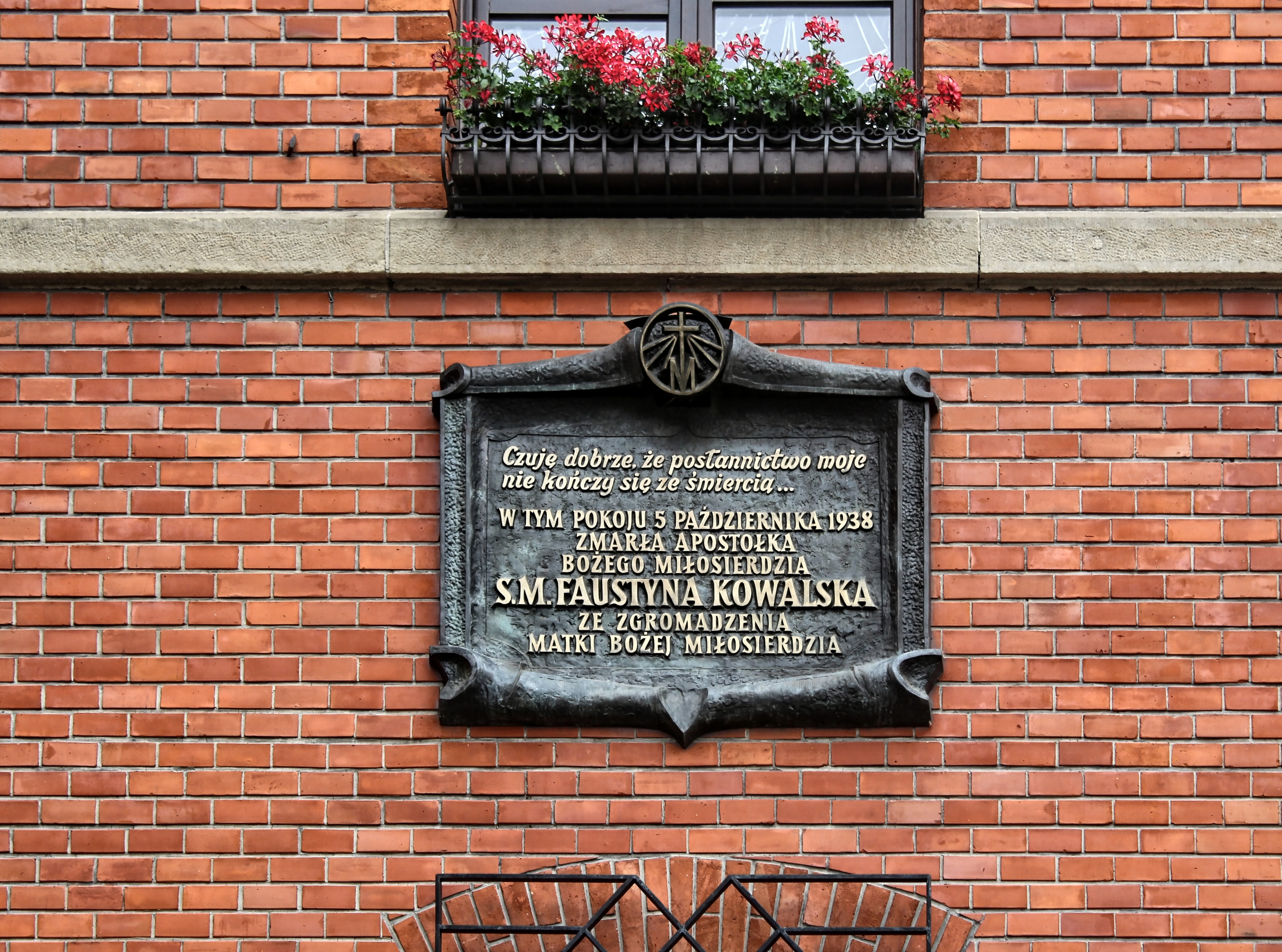
Tablica św. Faustyny na budynku klasztornym
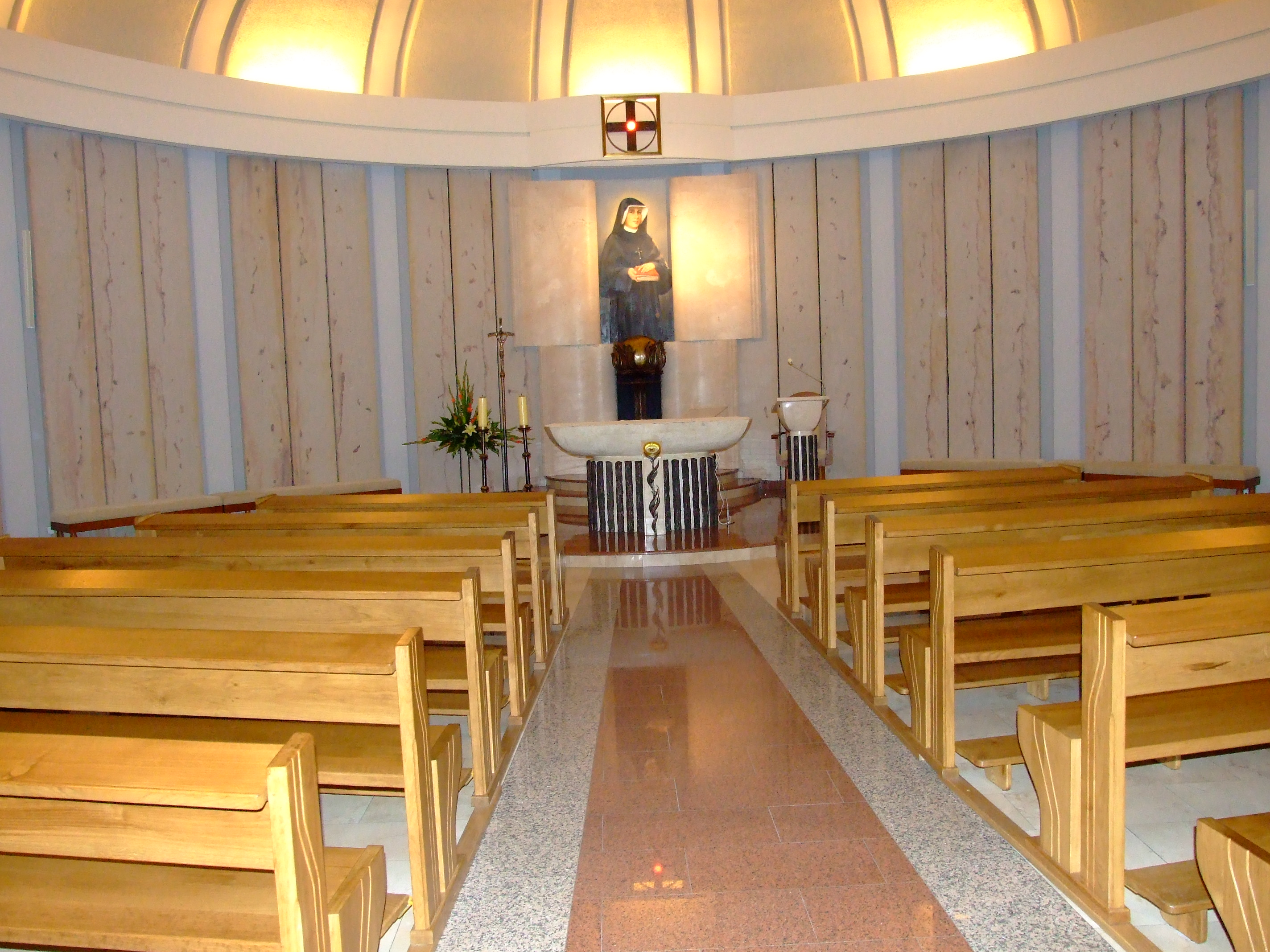
Kaplica św. Faustyny
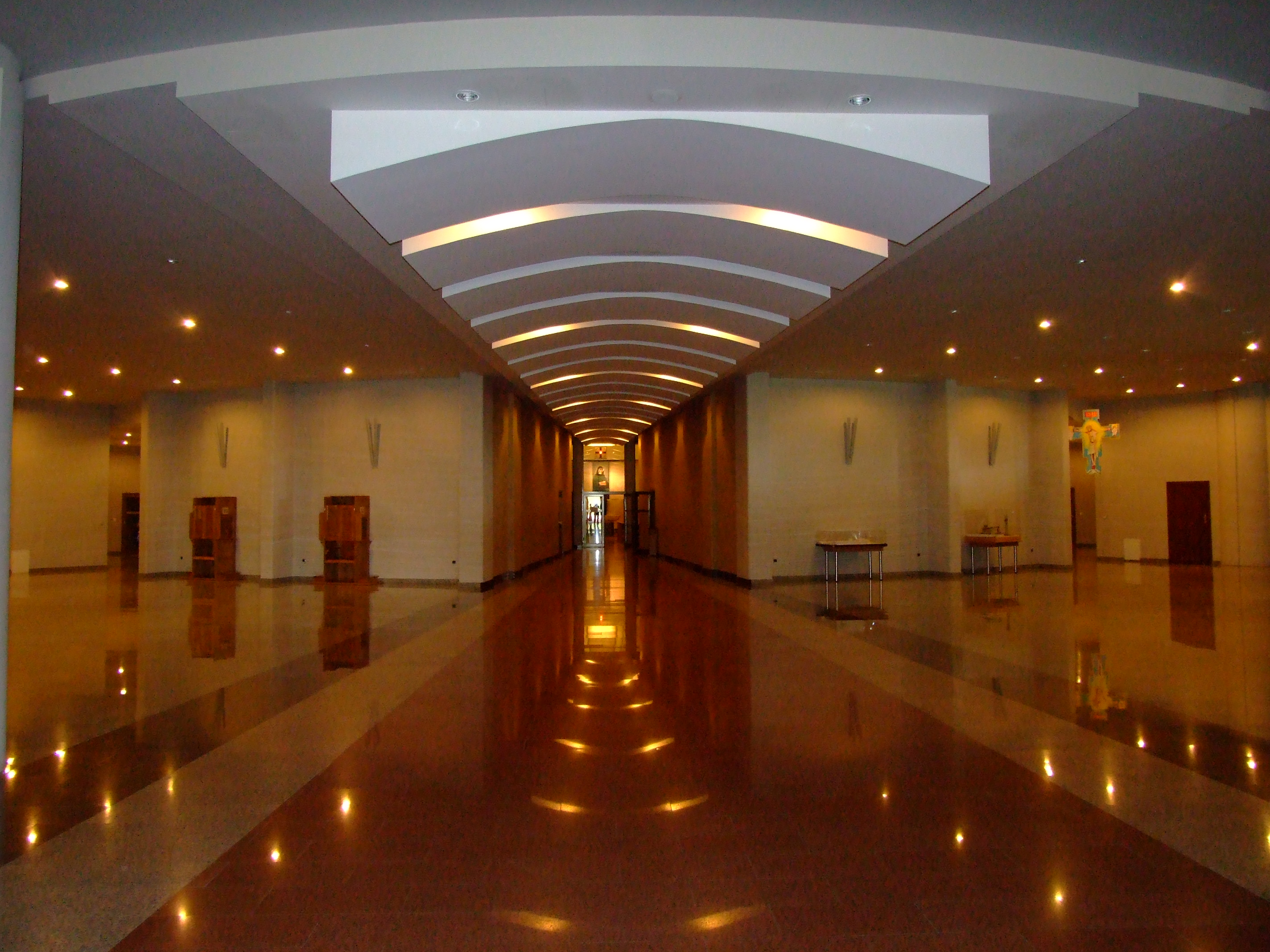
Podziemia bazyliki
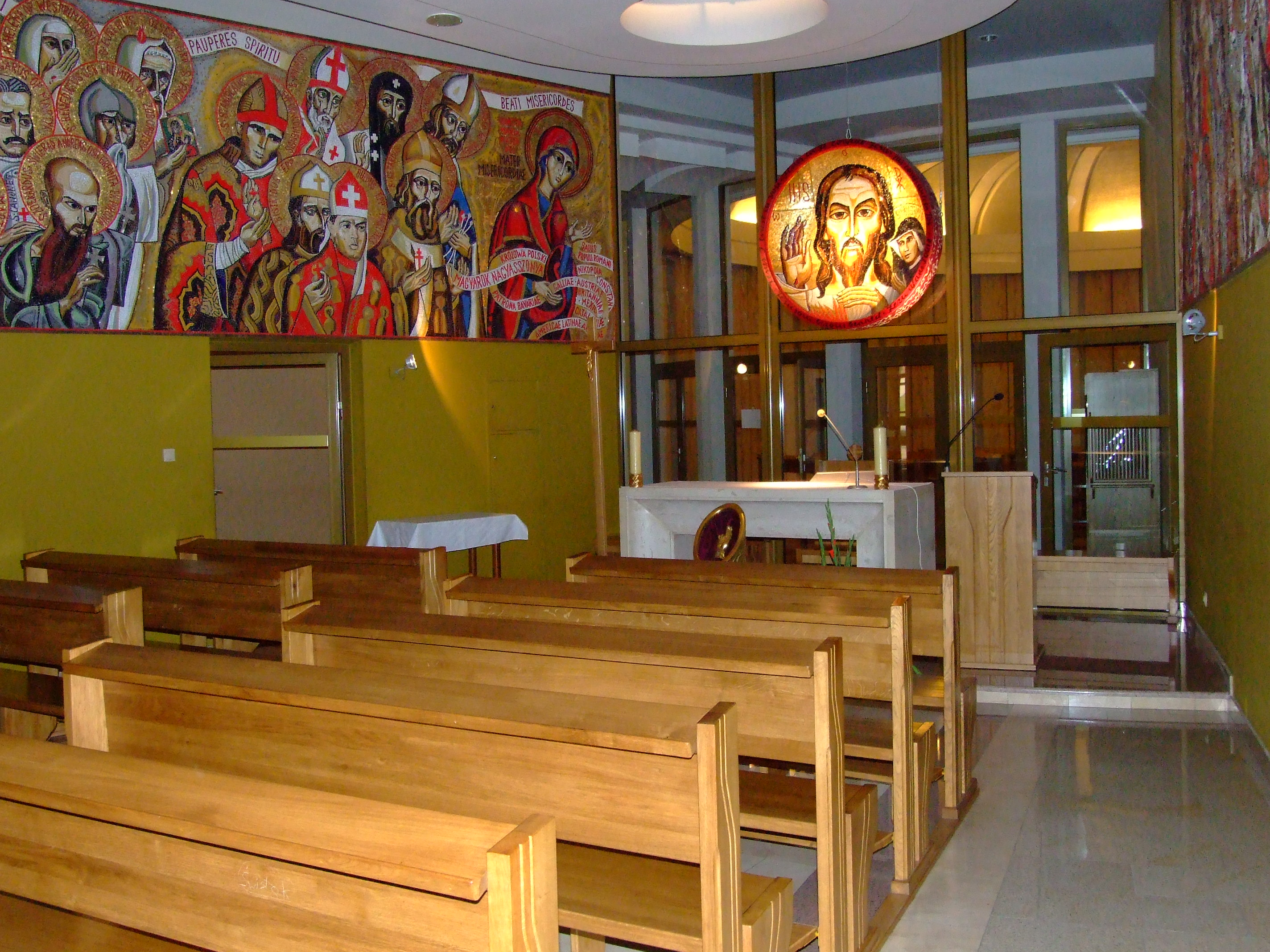
Jedna z kaplic w podziemiach
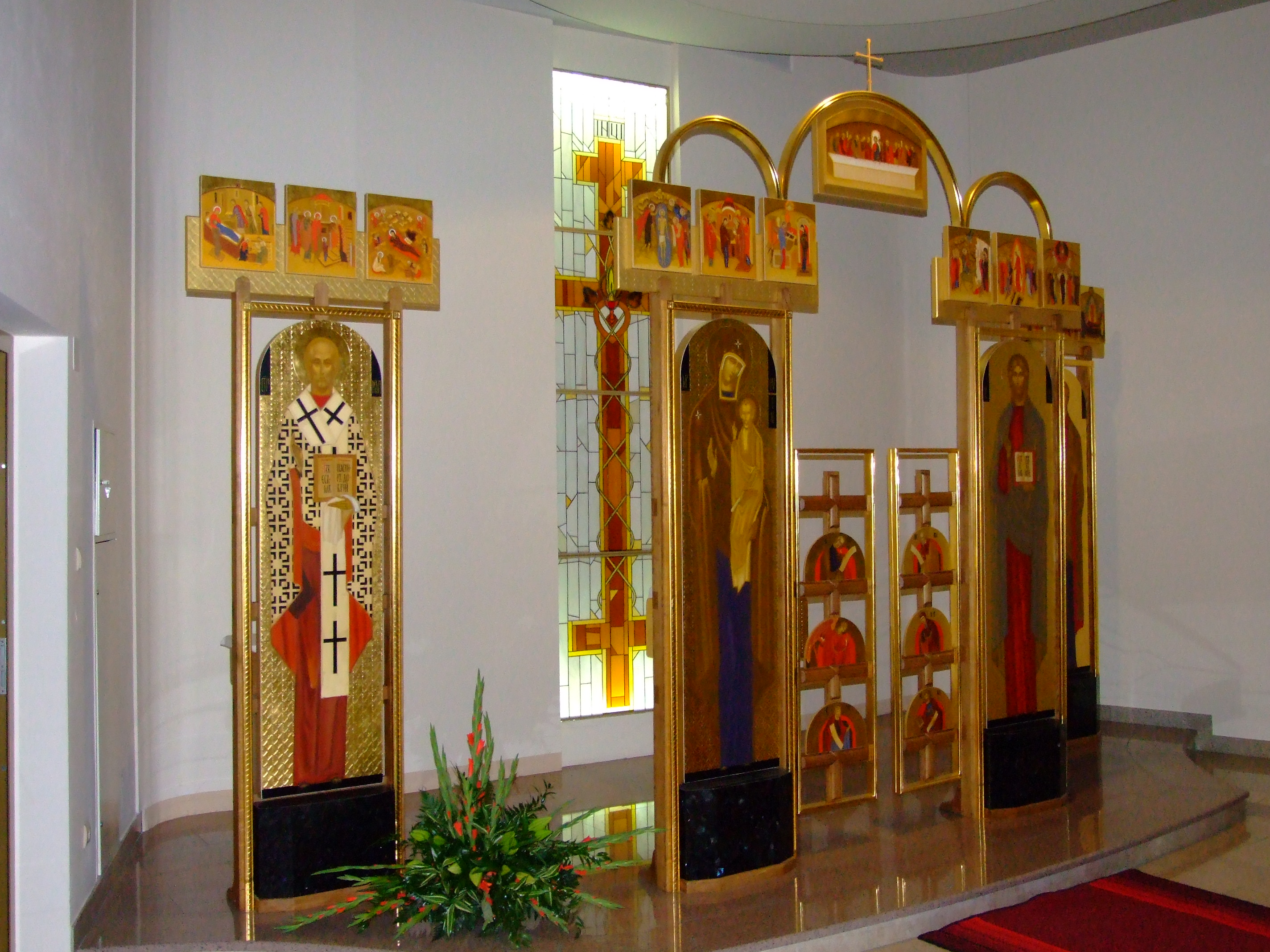
Ikonostas w kaplicy greckokatolickiej
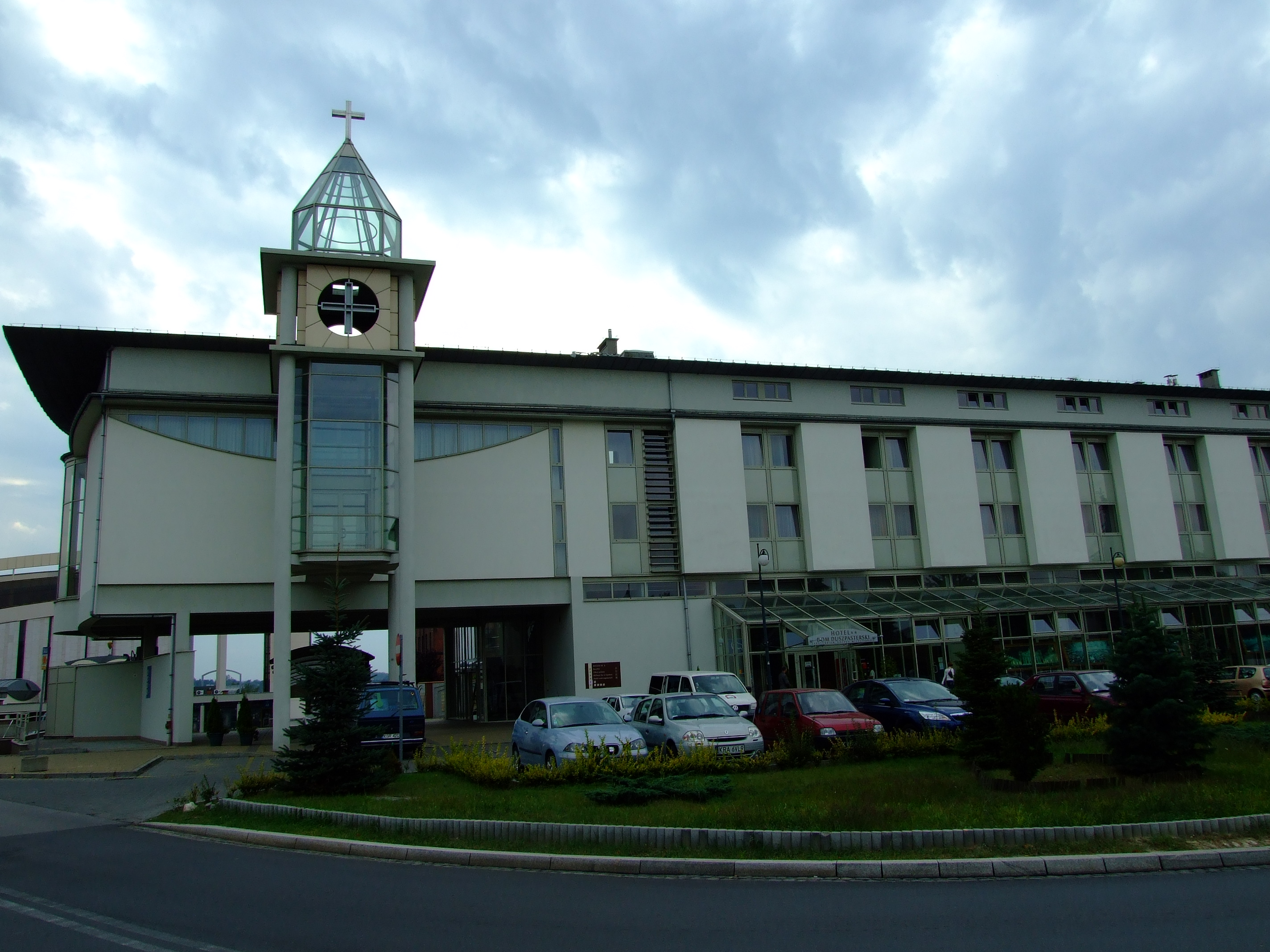
Hotel dla pielgrzymów